# ليام هاميلتون
ليام هاميلتون (بالإنجليزية: Liam Hamilton)‏ هو قاضي أيرلندي، ولد في 8 سبتمبر 1928 في Mitchelstown ‏ في جمهورية أيرلندا، وتوفي في 29 نوفمبر 2000 في دونيبروك ‏ في جمهورية أيرلندا.